# Ансария
Ансари́я (Эн-Нусайри́я), Дже́бель-Ансари́я (араб. جبال النصيرية‎) — хребет в Сирии, простирающийся с севера на юг вдоль Средиземного моря, на расстоянии 20-30 км от него. Длина более 130 км, средняя ширина 32 км, средняя высота более 1200 м, самая высокая вершина Наби-Юнис имеет высоту около 1575 м. Хребет сложен преимущественно известняками, имеет платообразную вершинную поверхность.
Западные склоны являются более плодородными и густонаселёнными в сравнении с восточными склонами, поскольку продуваются влажным ветром из Средиземного моря. На западных склонах берут начало множество рек, впадающих в Средиземное море. Восточные склоны резко обрываются в низменность аль-Габ (долина Оронта).